# Motomondiale 1980
La stagione 1980 è stata la trentaduesima del Motomondiale. Si disputarono 10 GP dei 13 previsti inizialmente, e solo 125 e 250 li corsero tutti.

## Il contesto
Nessuna modifica venne introdotta in merito alle regole riguardanti i punteggi, sparì però dalle gare la Formula 750 dopo poche edizioni disputate.
In 500, terzo mondiale consecutivo per Kenny Roberts e la Yamaha YZR 500, in una stagione accorciata dalla cancellazione dei Gran Premi di Venezuela e Svezia per cause economiche, oltre al GP d'Austria cancellato in seguito a una forte nevicata.
Per questi contrattempi l'inizio della stagione che era previsto ancora nel mese di marzo slittò fino all'11 maggio con la disputa, quale prima prova, del Gran Premio motociclistico delle Nazioni.
Nella 350, disputatasi su appena 6 GP, vittoria per il pilota privato sudafricano Jon Ekerold; la sua Bimota motorizzata Yamaha sconfisse la concorrenza della Kawasaki KR 350 ufficiale del tedesco Anton Mang, il quale si rifarà in 250 (va notato che il tedesco correva in entrambi i casi sotto le insegne Krauser).
In 125, il titolo andò a Pier Paolo Bianchi su MBA, che sconfisse il campione uscente Ángel Nieto e il francese Guy Bertin. Secondo titolo nella 50 (e terzo complessivo) per Eugenio Lazzarini, che in sella alla artigianale Iprem (costruita dall'amico Guido Mancini dopo che il pilota marchigiano era stato licenziato dalla Kreidler) riuscì ad avere la meglio sullo svizzero Stefan Dörflinger per appena due punti.
Nei sidecar, ritorno alla normalità, con il divieto ai sidecar "moderni" (la categoria B2B della stagione '79) e campionato vinto dallo scozzese Jock Taylor, in coppia con lo svedese Benga Johansson, ex pilota in 125.
Tra i piloti scomparsi in quest'anno di gare, da citare Patrick Pons, campione mondiale in Formula 750 nel motomondiale 1979, che perse la vita in conseguenza delle gravi ferite riportate in un incidente durante il Gran Premio motociclistico di Gran Bretagna. Per scelta personale invece Johnny Cecotto annunciò al termine della stagione il suo ritiro dal motociclismo per passare alle competizioni automobilistiche.

## Il calendario
| Data Resoconto      | Gran Premio (Circuito)                | Vincitori         | Vincitori          | Vincitori       | Vincitori      | Vincitori         | Vincitori                   |
| Data Resoconto      | Gran Premio (Circuito)                | classe 50         | classe 125         | classe 250      | classe 350     | classe 500        | sidecar                     |
| 11 maggio Resoconto | GP delle Nazioni (Misano Adriatico)   | Eugenio Lazzarini | Pier Paolo Bianchi | Anton Mang      | Johnny Cecotto | Kenny Roberts     |                             |
| 18 maggio Resoconto | GP di Spagna (Jarama)                 | Eugenio Lazzarini | Pier Paolo Bianchi | Kork Ballington |                | Kenny Roberts     |                             |
| 25 maggio Resoconto | GP di Francia (Paul Ricard)           |                   | Ángel Nieto        | Kork Ballington | Jon Ekerold    | Kenny Roberts     | Rolf Biland Kurt Waltisperg |
| 15 giugno Resoconto | GP di Jugoslavia (Fiume)              | Ricardo Tormo     | Guy Bertin         | Anton Mang      |                |                   | Rolf Biland Kurt Waltisperg |
| 28 giugno Resoconto | GP d'Olanda (Assen)                   | Ricardo Tormo     | Ángel Nieto        | Carlos Lavado   | Jon Ekerold    | Jack Middelburg   | Jock Taylor Benga Johansson |
| 6 luglio Resoconto  | GP del Belgio (Zolder)                | Stefan Dörflinger | Ángel Nieto        | Anton Mang      |                | Randy Mamola      | Jock Taylor Benga Johansson |
| 27 luglio Resoconto | GP di Finlandia (Imatra)              |                   | Ángel Nieto        | Kork Ballington |                | Wil Hartog        | Jock Taylor Benga Johansson |
| 10 agosto Resoconto | GP di Gran Bretagna (Silverstone)     |                   | Loris Reggiani     | Kork Ballington | Anton Mang     | Randy Mamola      | Derek Jones Brian Ayres     |
| 17 agosto Resoconto | GP di Cecoslovacchia (Brno)           |                   | Guy Bertin         | Anton Mang      | Anton Mang     |                   | Rolf Biland Kurt Waltisperg |
| 24 agosto Resoconto | GP della Germania Ovest (Nürburgring) | Stefan Dörflinger | Guy Bertin         | Kork Ballington | Jon Ekerold    | Marco Lucchinelli | Jock Taylor Benga Johansson |

## Sistema di punteggio e legenda
| Pos.  | 1  | 2  | 3  | 4 | 5 | 6 | 7 | 8 | 9 | 10 | 11> |
| ----- | -- | -- | -- | - | - | - | - | - | - | -- | --- |
| Punti | 15 | 12 | 10 | 8 | 6 | 5 | 4 | 3 | 2 | 1  | 0   |

## Le classi

### Classe 500
Al via della stagione due soli costruttori risultavano iscritti con un team proprio, la Honda e la Kawasaki; curiosamente la Honda NR500 continuava a dimostrarsi scarsamente competitiva e, nonostante un nuovo telaio, Katayama pilota ufficiale Honda, otterrà tutti i suoi punti con una Suzuki RG privata. Kawasaki non riuscì invece ad andare oltre il dodicesimo posto di Kork Ballington sulla KR 500.
A metà della stagione si presentò anche per la prima volta nella classe regina la Cagiva con la 1C2 condotta da Virginio Ferrari che non ottenne però particolari risultati.
Yamaha ridusse la fornitura delle moto strettamente ufficiali al solo importatore statunitense che già aveva portato Kenny Roberts alla conquista del titolo le due stagioni precedenti; Suzuki invece continuò ad affidare le moto ufficiali a vari importatori europei: quello britannico schierò Graeme Crosby e Randy Mamola, l'olandese Wil Hartog e l'italiano Marco Lucchinelli e Graziano Rossi. Per i piloti privati e gli altri team venivano fornite invece versioni delle moto "clienti".
Per la terza volta di seguito a ottenere il titolo iridato piloti fu Kenny Roberts ma, sempre per il terzo anno di seguito, il titolo costruttori rimase alla Suzuki che piazzò 5 suoi piloti alle spalle del vincitore.

Classifica piloti (prime 5 posizioni)
| Pos. | Pilota            | Moto   |     |     |     |    |     |     |     |   |    |     | P.ti |
| ---- | ----------------- | ------ | --- | --- | --- | -- | --- | --- | --- | - | -- | --- | ---- |
| 1    | Kenny Roberts     | Yamaha | 1   | 1   | 1   | NE | Rit | 3   | 2   | 2 | NE | 4   | 87   |
| 2    | Randy Mamola      | Suzuki | Rit | 3   | 2   | NE | 5   | 1   | 4   | 1 | NE | 5   | 72   |
| 3    | Marco Lucchinelli | Suzuki | Rit | 2   | 3   | NE | Rit | 2   | Rit | 3 | NE | 1   | 59   |
| 4    | Franco Uncini     | Suzuki | 2   | 7   | Rit | NE | 3   | 6   | 3   | 6 | NE | 7   | 50   |
| 5    | Graziano Rossi    | Suzuki | 3   | Rit | 4   | NE | 2   | Rit | Rit | 4 | NE | Rit | 38   |
| Pos. | Pilota            | Moto   |     |     |     |    |     |     |     |   |    |     | P.ti |

| Legenda                                                                        | 1º posto        | 2º posto        | 3º posto | A punti      | Senza punti        | Grassetto=Pole position Corsivo=Giro più veloce |
| Legenda                                                                        | Gara non valida | Non qualificato | Ritirato | Squalificato | "-" Dato non disp. | Grassetto=Pole position Corsivo=Giro più veloce |
| Fonte dei dati: motogp.com, racingmemo.free.fr, autosport.com, jumpingjack.nl. |                 |                 |          |              |                    |                                                 |

### Classe 350
La classe 350, unitamente alla 50, fu la classe che disputò il numero minore di prove, solo 6; praticamente assente da questa categoria il detentore del titolo Kork Ballington la stagione si dipanò in un confronto tra Anton Mang su una Kawasaki KR 350 ufficiale (per quanto gareggiasse sotto il nome della Krauser, sponsor del pilota tedesco) e Jon Ekerold, pilota privato che disponeva di una Bimota YB3, moto con telaio Bimota e motorizzazione Yamaha.
Il duello si risolse a favore di quest'ultimo che ottenne anche 3 successi nelle singole gare contro le due del rivale.
Classifica piloti (prime 5 posizioni)
| Pos. | Pilota              | Moto             |     |    |    |    |    |    |    |     |     |   | P.ti |
| ---- | ------------------- | ---------------- | --- | -- | -- | -- | -- | -- | -- | --- | --- | - | ---- |
| 1    | Jon Ekerold         | Bimota-Yamaha    | 6   | NE | 1  | NE | 1  | NE | NE | 2   | 10  | 1 | 63   |
| 2    | Anton Mang          | Krauser-Kawasaki | Rit | NE | 4  | NE | 3  | NE | NE | 1   | 1   | 2 | 60   |
| 3    | Jean-François Baldé | Kawasaki         | 16  | NE | 5  | NE | 7  | NE | NE | 4   | 2   | 4 | 38   |
| 4    | Johnny Cecotto      | Yamaha           | 1   | NE | 2  | NE | 20 | NE | NE | Rit | Rit | 3 | 37   |
| 5    | Jeffrey Sayle       | Yamaha           | 8   | NE | 11 | NE | 4  | NE | NE | Rit | 3   | 7 | 25   |
| Pos. | Pilota              | Moto             |     |    |    |    |    |    |    |     |     |   | P.ti |

| Legenda                                                                        | 1º posto        | 2º posto        | 3º posto | A punti      | Senza punti        | Grassetto=Pole position Corsivo=Giro più veloce |
| Legenda                                                                        | Gara non valida | Non qualificato | Ritirato | Squalificato | "-" Dato non disp. | Grassetto=Pole position Corsivo=Giro più veloce |
| Fonte dei dati: motogp.com, racingmemo.free.fr, autosport.com, jumpingjack.nl. |                 |                 |          |              |                    |                                                 |

### Classe 250
Oltre che il secondo posto nella 350, il pilota tedesco Anton Mang riuscì ad ottenere il titolo iridato della quarto di litro, detronizzando e precedendo il suo compagno di squadra, Kork Ballington; entrambi disponevano di moto Kawasaki così come il terzo classificato Jean-François Baldé.
Ballington si aggiudicò 5 dei gran premi (il pilota Sudafricano non prese il via ai GP di Jugoslavia, Olanda e Belgio a causa di problemi intestinali occorsogli prima del Gp di jugoslavia, che lo obbligarono ad un intervento chirurgico e alla conseguente riabilitazione) contro i 4 vinti dall'iridato Mang; sulle 10 prove in calendario (la 250 fu presente in tutte le occasioni) l'ultima vittoria fu invece di Carlos Lavado che si impose in Olanda alla guida di una Yamaha.
Classifica piloti (prime 5 posizioni)
| Pos. | Pilota              | Moto             |     |   |     |     |     |     |   |    |   |   | P.ti |
| ---- | ------------------- | ---------------- | --- | - | --- | --- | --- | --- | - | -- | - | - | ---- |
| 1    | Anton Mang          | Krauser-Kawasaki | 1   | 2 | 2   | 1   | 3   | 1   | 2 | 2  | 1 | 3 | 128  |
| 2    | Kork Ballington     | Kawasaki         | Rit | 1 | 1   |     |     |     | 1 | 1  | 2 | 1 | 87   |
| 3    | Jean-François Baldé | Kawasaki         | 2   | 4 | Rit | 6   | 7   | 11  | 4 | 18 | 3 | 2 | 59   |
| 4    | Thierry Espié       | Bimota-Yamaha    | 4   | 3 | 3   | Rit | 4   | Rit | 9 | 3  | 6 | - | 53   |
| 5    | Roland Freymond     | Ad Maiora        | Rit | 5 | 4   | Rit | Rit | 4   | 3 | 8  | 4 | 8 | 46   |
| Pos. | Pilota              | Moto             |     |   |     |     |     |     |   |    |   |   | P.ti |

| Legenda                                                                        | 1º posto        | 2º posto        | 3º posto | A punti      | Senza punti        | Grassetto=Pole position Corsivo=Giro più veloce |
| Legenda                                                                        | Gara non valida | Non qualificato | Ritirato | Squalificato | "-" Dato non disp. | Grassetto=Pole position Corsivo=Giro più veloce |
| Fonte dei dati: motogp.com, racingmemo.free.fr, autosport.com, jumpingjack.nl. |                 |                 |          |              |                    |                                                 |

### Classe 125
Dopo due anni avari di risultati, Pier Paolo Bianchi riuscì a riprendere il titolo che era già stato suo nel motomondiale 1976 e nel 1977; nelle prime tre posizioni arrivarono moto di case diverse: il vincitore disponeva di una MBA e precedette Guy Bertin su una Motobécane e Ángel Nieto su una Minarelli.
Curiosamente il numero di vittorie fu invertito rispetto alle posizioni finali con Nieto che ottenne 4 vittorie, Bertin 3 e Bianchi solo 2; la restante vittoria fu di Loris Reggiani.
Classifica piloti (prime 5 posizioni)
| Pos. | Pilota             | Moto       |   |     |     |     |     |   |     |     |     |   | P.ti |
| ---- | ------------------ | ---------- | - | --- | --- | --- | --- | - | --- | --- | --- | - | ---- |
| 1    | Pier Paolo Bianchi | MBA        | 1 | 1   | 2   | Rit | 4   | 4 | 2   | 3   | 5   | 7 | 90   |
| 2    | Guy Bertin         | Motobécane | 2 | Rit | Rit | 1   | 2   | 2 | Rit | Rit | 1   | 1 | 81   |
| 3    | Ángel Nieto        | Minarelli  | 5 | Rit | 1   | Rit | 1   | 1 | 1   | Rit | Rit | 2 | 78   |
| 4    | Bruno Kneubühler   | MBA        | 3 | 3   | 23  | 4   | 7   | 8 | 4   | 2   | 4   | 6 | 68   |
| 5    | Hans Müller        | MBA        | 8 | 8   | 5   | 2   | Rit | 5 | 3   | 7   | 3   | 3 | 64   |
| Pos. | Pilota             | Moto       |   |     |     |     |     |   |     |     |     |   | P.ti |

| Legenda                                                                        | 1º posto        | 2º posto        | 3º posto | A punti      | Senza punti        | Grassetto=Pole position Corsivo=Giro più veloce |
| Legenda                                                                        | Gara non valida | Non qualificato | Ritirato | Squalificato | "-" Dato non disp. | Grassetto=Pole position Corsivo=Giro più veloce |
| Fonte dei dati: motogp.com, racingmemo.free.fr, autosport.com, jumpingjack.nl. |                 |                 |          |              |                    |                                                 |

### Classe 50
Nella classe di minor cilindrata del mondiale continuò il progressivo disimpegno di case e piloti; le prove furono solo 6 e, al termine della stagione, si laureò campione Eugenio Lazzarini doppiando il successo già ottenuto anche l'anno precedente. Con la sua moto artigianale precedette in classifica tre piloti equipaggiati da Kreidler.
Classifica piloti (prime 5 posizioni)
| Pos. | Pilota             | Moto          |     |   |    |   |   |     |    |    |    |     | P.ti |
| ---- | ------------------ | ------------- | --- | - | -- | - | - | --- | -- | -- | -- | --- | ---- |
| 1    | Eugenio Lazzarini  | Iprem         | 1   | 1 | NE | 3 | 3 | 2   | NE | NE | NE | 2   | 74   |
| 2    | Stefan Dörflinger  | Kreidler      | 5   | 2 | NE | 2 | 2 | 1   | NE | NE | NE | 1   | 72   |
| 3    | Hans-Jürgen Hummel | Kreidler      | 3   | - | NE | 6 | 5 | 5   | NE | NE | NE | 3   | 37   |
| 4    | Ricardo Tormo      | Kreidler      | Rit | 5 | NE | 1 | 1 | Rit | NE | NE | NE | Rit | 36   |
| 5    | Henk van Kessel    | Pentax-Sparta | 4   | 3 | NE | 5 | 7 | Rit | NE | NE | NE | 8   | 31   |
| Pos. | Pilota             | Moto          |     |   |    |   |   |     |    |    |    |     | P.ti |

| Legenda                                                                        | 1º posto        | 2º posto        | 3º posto | A punti      | Senza punti        | Grassetto=Pole position Corsivo=Giro più veloce |
| Legenda                                                                        | Gara non valida | Non qualificato | Ritirato | Squalificato | "-" Dato non disp. | Grassetto=Pole position Corsivo=Giro più veloce |
| Fonte dei dati: motogp.com, racingmemo.free.fr, autosport.com, jumpingjack.nl. |                 |                 |          |              |                    |                                                 |

### Classe sidecar
Classifica equipaggi (prime 5 posizioni)
| Pos. | Pilota                                        | Moto                      |    |    |   |   |   |   |   |     |   |   | P.ti |
| ---- | --------------------------------------------- | ------------------------- | -- | -- | - | - | - | - | - | --- | - | - | ---- |
| 1    | Jock Taylor / Benga Johansson                 | Windle-Yamaha             | NE | NE | 2 | 3 | 1 | 1 | 1 | 2   | - | 1 | 94   |
| 2    | Rolf Biland/Kurt Waltisperg                   | LCR-Yamaha                | NE | NE | 1 | 1 | - | 3 | 4 | Rit | 1 | - | 63   |
| 3    | Alain Michel / Paul Gérard-Michael Burkhardt  | Seymaz-Fath/Seymaz-Yamaha | NE | NE | 8 | 2 | 2 | 2 | - | -   | 2 | 2 | 63   |
| 4    | Egbert Streuer/Johan van der Kaap-Boy Brouwer | LCR-Yamaha                | NE | NE | 4 | 4 | 4 | 6 | - | 6   | 4 | 3 | 52   |
| 5    | Werner Schwärzel/Andreas Huber                | ?-Yamaha                  | NE | NE | 3 | 5 | 5 | 5 | 2 | -   | 5 | 9 | 48   |
| Pos. | Pilota                                        | Moto                      |    |    |   |   |   |   |   |     |   |   | P.ti |

| Legenda                                                                        | 1º posto        | 2º posto        | 3º posto | A punti      | Senza punti        | Grassetto=Pole position Corsivo=Giro più veloce |
| Legenda                                                                        | Gara non valida | Non qualificato | Ritirato | Squalificato | "-" Dato non disp. | Grassetto=Pole position Corsivo=Giro più veloce |
| Fonte dei dati: motogp.com, racingmemo.free.fr, autosport.com, jumpingjack.nl. |                 |                 |          |              |                    |                                                 |